# Acunaeanthus tinifolius
Acunaeanthus tinifolius là một loài thực vật có hoa trong họ Thiến thảo. Loài này được (Griseb.) Borhidi mô tả khoa học đầu tiên năm 1980.